# Élections sénatoriales de 1912 dans le Finistère
Les élections sénatoriales dans le Finistère ont lieu le dimanche 7 janvier 1912. Elles ont pour but d'élire les sénateurs représentant le département au Sénat pour un mandat de neuf années.

## Contexte départemental
Lors des élections sénatoriales du 4 janvier 1903 dans le Finistère, cinq sénateurs ont été élus selon un mode de scrutin majoritaire.
Trois de la liste Républicaine : deux Progressistes : Adolphe Porquier  et Louis Delobeau et un Prog.D : Louis Pichon.
Les Conservateurs Henri Ponthier de Chamaillard et Jules de Cuverville. 

## Sénateurs sortants
Adolphe Porquier (Prog.) est mort le 27 juillet 1903. Armand Gassis (Prog.) est élu lors de la partielle du 25 octobre 1903.
Henri Ponthier de Chamaillard (Conserv.) est mort le 24 mars 1908. Jules Fortin (Lib.) est élu lors de la partielle du  21 juin 1908.
| Sénateur | Sénateur            | Parti  | Fonctions lors de l'élection en 1912                       |
| -------- | ------------------- | ------ | ---------------------------------------------------------- |
|          | Jules de Cuverville | Lib.   | Amiral retraité.                                           |
|          | Louis Delobeau      | Prog.  | Conseiller général de Brest-1, maire de Brest.             |
|          | Louis Pichon        | Prog.D | Ancien député, maire de Tréflez.                           |
|          | Armand Gassis       | Prog.D | Sortant, ancien conseiller général et maire de Châteaulin. |
|          | Jules Fortin        | Lib.   | Conseiller général et maire de Ploudalmézeau.              |

## Listes candidates
| N° | Candidats | Candidats             | Parti  | Principales fonctions                                      |
| -- | --------- | --------------------- | ------ | ---------------------------------------------------------- |
| 01 |           | Louis Pichon *        | Prog.D | Ancien député, maire de Tréflez.                           |
| 02 |           | Louis Delobeau *      | Prog.  | Conseiller général de Brest-1, maire de Brest.             |
| 03 |           | Jules Fortin *        | Lib.   | Sortant, conseiller général et maire de Ploudalmézeau.     |
| 04 |           | Armand Gassis *       | Prog.D | Sortant, ancien conseiller général et maire de Châteaulin. |
| 05 |           | Jules de Cuverville * | Lib.   | Amiral retraité.                                           |
| 06 |           | Roudière              | Natio. | Lieutenant-colonel retraité.                               |

| N° | Candidats | Candidats       | Parti   | Principales fonctions                               |
| -- | --------- | --------------- | ------- | --------------------------------------------------- |
| 01 |           | Louis Hémon     | Prog.G  | Ancien député, conseiller général de Fouesnant.     |
| 02 |           | Maurice Fenoux  | Rép.G   | Conseiller général de Pont-Croix.                   |
| 03 |           | Louis Dubuisson | Rad.ind | Conseiller général et maire de Châteauneuf-du-Faou. |
| 04 |           | Léon Briens     | Rép.G   | Conseiller général du Morlaix.                      |
| 05 |           | Alain Piton     | Rép.G   | Ancien conseiller général de Brest-2.               |

| N° | Candidats | Candidats          | Parti | Principales fonctions |
| -- | --------- | ------------------ | ----- | --- |
| 01 |           | Émile Goude        | SFIO  | Député, conseiller général Brest-2. Commis de 3e classe à la construction.                                                                       |
| 02 |           | Yves-Marie Guyader | SFIO  | Conseiller municipal de Morlaix, président du conseil de Prud'homme de Morlaix. Coopérateur de production et de consommation, ouvrier tonnelier. |
| 03 |           | Sény Arzur         | SFIO  | Secrétaire de la section de Guilers. Cultivateur                                                                                                 |
| 04 |           | François Stéphan   | SFIO  | Conseiller municipal de Douarnenez. Marin-Pêcheur.                                                                                               |
| 05 |           | François Campion   | SFIO  | Adjoint au maire de Concarneau. Ouvrier charpentier.                                                                                             |

| N° | Candidats | Candidats   | Parti   | Principales fonctions                                                                         |
| -- | --------- | ----------- | ------- | --------------------------------------------------------------------------------------------- |
| 01 |           | Pierre Mazé | Soc.ind | Ingénieur-agronome, docteur ès-sciences, préparateur et chef de service à l'Institut Pasteur. |

## Résultats
| Candidat et parti politique | Candidat et parti politique | Candidat et parti politique | Premier tour | Premier tour | Deuxième tour | Deuxième tour | Troisième tour | Troisième tour |
| Candidat et parti politique | Candidat et parti politique | Candidat et parti politique | Voix         | %            | Voix          | %             | Voix           | %              |
| --------------------------- | --------------------------- | --------------------------- | ------------ | ------------ | ------------- | ------------- | -------------- | -------------- |
|                             | Louis Pichon *              | Prog.D                      | 732          | 55,67        |               |               |                |                |
|                             | Louis Delobeau *            | Prog.                       | 700          | 53,23        |               |               |                |                |
|                             | Jules Fortin *              | Lib.                        | 665          | 50,57        |               |               |                |                |
|                             | Armand Gassis *             | Prog.D                      | 656          | 49,89        | 631           | 47,99         |                |                |
|                             | Jules de Cuverville *       | Lib.                        | 575          | 43,73        | 646           | 49,13         | 607            | 46,16          |
|                             | Mr Roudière                 | Natio.                      | 122          | 9,28         |               |               |                |                |
|                             |                             |                             |              |              |               |               |                |                |
|                             | Louis Hémon                 | Prog.G                      | 633          | 48,14        | 661           | 50,27         |                |                |
|                             | Maurice Fenoux              | Rép.G                       | 632          | 48,06        | 653           | 49,67         | 700            | 53,23          |
|                             | Louis Dubuisson             | Rad.ind                     | 563          | 42,81        |               |               |                |                |
|                             | Léon Briens                 | Rép.G                       | 560          | 42,59        |               |               |                |                |
|                             | Alain Piton                 | Rép.G                       | 504          | 38,33        |               |               |                |                |
|                             |                             |                             |              |              |               |               |                |                |
|                             | Émile Goude                 | SFIO                        | 19           | 1,45         |               |               |                |                |
|                             | Yves-Marie Guyader          | SFIO                        | 18           | 1,37         |               |               |                |                |
|                             | Sény Arzur                  | SFIO                        | 17           | 1,29         |               |               |                |                |
|                             | François Stéphan            | SFIO                        | 17           | 1,29         |               |               |                |                |
|                             | François Campion            | SFIO                        | 16           | 1,22         |               |               |                |                |
|                             |                             |                             |              |              |               |               |                |                |
|                             | Pierre Mazé                 | Soc.ind                     | 97           | 7,38         |               |               |                |                |
|                             | Divers                      |                             |              |              | 32            |               |                |                |
|                             |                             |                             |              |              |               |               |                |                |
| Inscrits                    | Inscrits                    | Inscrits                    | 1 325        |              | 1 325         |               | 1 325          |                |
| Abstentions                 | Abstentions                 | Abstentions                 | 10           | 0,76         |               |               |                |                |
| Votants                     | Votants                     | Votants                     | 1 315        | 99,24        |               |               |                |                |
| Blancs et nuls              | Blancs et nuls              | Blancs et nuls              | 0            | 0,00         |               |               |                |                |
| Exprimés                    | Exprimés                    | Exprimés                    | 1 315        | 100,00       |               |               |                |                |

### Sénateurs élus
| Sénateur | Sénateur         | Parti  | Fonctions lors de l'élection en 1912                   |
| -------- | ---------------- | ------ | ------------------------------------------------------ |
|          | Louis Pichon *   | Prog.D | Ancien député, maire de Tréflez.                       |
|          | Louis Delobeau * | Prog.  | Conseiller général de Brest-1, maire de Brest.         |
|          | Jules Fortin *   | Lib.   | Sortant, conseiller général et maire de Ploudalmézeau. |
|          | Louis Hémon      | Prog.G | Ancien député, conseiller général de Fouesnant.        |
|          | Maurice Fenoux   | Rép.G  | Conseiller général de Pont-Croix.                      |